# Небојша Вукановић
Небојша Вукановић (Требиње, 10. јануар 1979) српски је политичар, новинар и професор. Садашњи је народни посланик у Народној скупштини Републике Српске.

## Биографија

### Детињство, младост и каријера
Небојша Вукановић је рођен 10. јануара 1979. године у Требињу. Дипломирао је на Филозофском факултету Универзитета Црне Горе у Никшићу. Од 2007. до 2010. радио је као професор историје и географије у Требињу.
Своје прве текстове и колуме објављује 2006. године у Гласу Херцеговине, а 2007. почиње да ради као телевизијски новинар, прво на РТРС-у, а потом на БН телевизији. Популарност стиче радећи као новинар и дописник из Херцеговине БН телевизије од 2008. до 2014. године. Почетком 2011. покреће свој блог и ауторску емисију „Актуелно са Вуканом“ на Корона Радију.

### Политичка каријера
Од 2006. године у јавности је критичар Владе Милорада Додика и СНСД-а. У октобру 2012. кандидовао се као независни кандидат за градоначелника Требиња и на локалним изборима добија 4,806 гласова (27.7%). Након тога, његова нестраначка „Листа за правду и ред“ на општим изборима у Републици Српској у октобру 2014. године добија око 9,000 гласова. Иако је листа прешла цензус у Херцеговини и Изборној јединици 9, ипак није успјела освојити посланичке мандате.
Од 2015. године ради као савјетник у Кабинету предсједавајућег Представничког дома ПС БиХ Младена Босића.
Предводио је изборну листу на локалним изборима у Требињу 2020. године, док је листа освојила 4 посланичких мјеста у Скупштини града Требиња.
Дана 4. септембра 2021. године физички је нападнут на Цетињу од стране црногорских националиста.